# كريس إينغرام
كريس إينغرام (بالإنجليزية: Chris Ingram)‏ هو لاعب كرة قدم بريطاني في مركز نصف الجناح، ولد في 5 ديسمبر 1976 في كارديف في المملكة المتحدة. لعب مع كارديف سيتي.